# Exhyalanthrax luteolus
Exhyalanthrax luteolus är en tvåvingeart som först beskrevs av Mario Bezzi 1924.  Exhyalanthrax luteolus ingår i släktet Exhyalanthrax och familjen svävflugor. Inga underarter finns listade i Catalogue of Life.